# 아벨 레시노
아벨 레시노 고메스(스페인어: Abel Resino Gómez, 1960년 2월 2일, 카스티야-라 만차 주 벨라다 ~)는 줄여서 아벨(스페인어: Abel)로도 알려진 스페인의 전 축구 선수로, 현역 시절 골키퍼로 활약했으며, 현재 감독이다.
뛰어난 반사 신경으로 고양이(El Gato)라는 별칭으로 알려져 있으며, 현역 시절 대부분을 아틀레티코 마드리드에서 보냈다. 2009년 초부터 1년 가까이 그는 아틀레티코 마드리드의 지휘봉도 잡은 적이 있는데, 자신의 임기에 UEFA 챔피언스리그 본선행 진출을 한 번 이룩했다.
아벨은 아틀레티코 소속으로 보낸 9년을 포함하여 열 시즌에 걸쳐 264번의 라 리가 경기에 출전했다.

## 선수 경력
아벨은 톨레도 도 벨라다 출신으로, 1982년에 지역의 톨레도와 하부 리그의 시엠포수엘로스를 거쳐 아틀레티코 마드리드에 입단하였으나, 주전으로 도약할 때가지 5년을 더 기다려야 했다.(이 중 4년을 2군 선수로 활동하였고, 여기서도 3년차가 되어서야 주전을 꿰찼다) 그는 이후 아틀레티코 마드리드 소속으로 300경기 이상 출전하였고, 그 와중에 코파 델 레이 연속 우승을 경험하기도 했다.
아벨은 라 리가에서 1,275분을 무실점을 기록해 이 부문에서 최장 시간 기록을 지녔는데, 그의 무실점 기록을 저지한 선수는 1991년 3월 19일에 득점을 올린 스포르팅 히혼의 루이스 엔리케였다. 이 기록은 2009년까지 유럽 리그 최장 시간 무실점 기록이었는데, 그의 기록을 깬 주인공은 맨체스터 유나이티드의 에드빈 판 데르 사르로 풀럼과의 경기에서 경신하였다.
1995-96 시즌에 매트리스 제작단이 2관왕을 달성한 바로 전 해에 떠난 아벨은 마드리드 이웃 라요 바예카노 소속으로 1년을 더 활약여 1부 리그 잔류를 확정짓고 36세에 현역 은퇴를 선언하였다. 그는 스페인 국가대표팀 선수로서 2번의 친선경기에 출전했는데, 첫 경기는 2-4로 패한 헝가리와의 3월 27일 경기였고, 다른 한 경기는 그 다음 달의 루마니아와의 경기였다.

## 국가대표팀
은퇴 후, 레시노는 아틀레티코 마드리드에 복귀해 여러 보직을 맡았다.(골키퍼 코치, 단장 등) 2005년, 그는 세군다 디비시온의 시우다드 무르시아 감독으로 취임해 감독으로서의 인생을 시작하였는데, 2005–06 시즌에 리그를 4위로 마쳐 1부 리그 승격 문턱까지 왔었다.
레시노가 잡은 다음 지휘봉은 레반테였는데, 바로 전년도에 승격한 새내기 구단이었다. 2006–07 시즌 중도에 후안 라몬 로페스 카로를 대신해 취임한 후, 그는 소속 구단이 강등을 피하도록 돕고 계약을 갱신하였다. 그러나, 그 다음 시즌에 레반테가 7경기에서 6패를 당하면서 시작하자, 레시노는 해고장을 받았다.
1년 반 동안 2부 리그 카스테욘을 안정적으로 지휘한 레시노는 2009년 2월에 하비에르 아기레의 후임으로 아틀레티코 마드리드의 감독이 되었고, 소속 구단을 리그에서 전 시즌과 같은 성적을 내 이듬해 UEFA 챔피언스리그 진출권을 확보하였고, 그에 따라 계약 연장에 동의하였다. 10월 23일, 그는 리그의 처음 7경기 중 1경기만 이기는 부진한 성적을 거두고, 첼시와의 UEFA 챔피언스리그 조별 리그 경기에서 0-4로 대파하는 데에 이르자 해임되었다.
2010년 12월 초, 아벨은 안토니오 고메스를 대신하할 2부 리그의 바야돌리드 감독으로 선임되었다. 그의 임기 첫 경기는 9골의 난타전 끝에 4-5로 안방에서 패한 누만시아와의 경기였다.
2012년 1월 22일, 레시노는 에스파뇰과의 원정 경기에서 0-3으로 패하고 해임된 파브리 곤살레스의 후임으로 그라나다 감독이 되었지만, 강등권을 탈출하고서도 해임되었다. 이듬해 2월 18일, 그는 다시 1부 리그 구단의 감독을 맡았는데, 그는 파코 에레라의 바통을 이어받아 강등 위기에 처한 셀타 비고의 사령탑에 올랐다.
레시노는 2015년 1월 19일에 그라나다로 복귀했는데, 호아킨 카파로스의 해임으로 최하위로 내려앉은 구단의 지휘봉을 넘겨받았다. 그는 5월 1일에 순위를 딱 한 계단만 올리고 경질당했다.

## 감독 통계
2015년 5월 1일 기준
| 구단                | 국적   | 취임            | 해임             | 기록 | 기록 | 기록 | 기록 | 기록  | 주     |
| 구단                | 국적   | 취임            | 해임             | 전   | 승   | 무   | 패   | 율 %  | 주     |
| ------------------- | ------ | --------------- | ---------------- | ---- | ---- | ---- | ---- | ----- | ------ |
| 시우다드 무르시아   | 스페인 | 2005년 7월 1일  | 2006년 6월 30일  | 44   | 21   | 12   | 11   | 47.73 | [ 16 ] |
| 레반테              | 스페인 | 2007년 1월 16일 | 2007년 10월 7일  | 27   | 6    | 7    | 14   | 22.22 | [ 17 ] |
| 카스테욘            | 스페인 | 2008년 6월 30일 | 2009년 2월 1일   | 26   | 10   | 10   | 6    | 38.46 | [ 18 ] |
| 아틀레티코 마드리드 | 스페인 | 2009년 2월 3일  | 2009년 10월 23일 | 31   | 14   | 8    | 9    | 45.16 | [ 19 ] |
| 바야돌리드          | 스페인 | 2010년 12월 6일 | 2011년 6월 17일  | 29   | 14   | 5    | 10   | 48.28 | [ 20 ] |
| 그라나다            | 스페인 | 2012년 1월 23일 | 2012년 6월 6일   | 19   | 7    | 2    | 10   | 36.84 | [ 21 ] |
| 셀타 비고           | 스페인 | 2013년 2월 18일 | 2013년 6월 8일   | 14   | 5    | 2    | 7    | 35.71 | [ 22 ] |
| 그라나다            | 스페인 | 2015년 1월 19일 | 2015년 5월 1일   | 15   | 2    | 5    | 8    | 13.33 | [ 23 ] |
| 합계                | 합계   | 합계            | 합계             | 205  | 79   | 51   | 75   | 38.54 | —      |

## 수상

### 선수
아틀레티코 마드리드
- 코파 델 레이: 1990–91,[24] 1991–92
- 수페르코파 데 에스파냐: 1985

개인
- 트로페오 리카르도 사모라: 1990–91